# Bernard VI de Moreuil
Pour les articles homonymes, voir Bernard VI.
Bernard de Moreuil (1285 - † après le 22 mai 1350) est un noble picard, seigneur de Moreuil et de Cœuvres,  maréchal de France.

## Biographie

### Famille
Bernard VI de Moreuil est le fils de Bernard V de Moreuil et de Yolande de Nesle, dame de Soissons. Il épousa, vers 1320, Mahaut de Clermont-Nesle, dame d’Offémont; le couple eut cinq enfants : Jeanne de Moreuil, Rogue, seigneur de Moreuil, Tristan de Moreuil, seigneur de Villers-sur-Authie, Bucart et Marguerite.

### Carrière militaire
Bernard VI de Moreuil prit part à la campagne de Flandres en 1314 sous les ordres de Guy IV de Châtillon, comte de Saint-Pol. 
Il fut envoyé, en qualité de commissaire, pour la réformation du royaume, aux bailliages de Senlis, Chartres et Paris. 
Nommé, en 1322, maréchal de France, il fut envoyé aux frontières de Calais et de Boulogne, en 1344.
Le roi Philippe VI de Valois en fit son lieutenant après la Bataille de Crécy à laquelle mourut son frère Thibaut de Moreuil, et l’envoya défendre Boulogne-sur-Mer contre les Anglais.

### Grand officier de la couronne
Bernard VI de Moreuil fut également nommé gouverneur du fils du roi de France, le futur Jean II le Bon. Il fut aussi grand queux de France, ayant la charge de diriger les cuisines de la cour.
Bernard de Moreuil mourut vers 1350.

## Pour approfondir